# 日本AD SYSTEMS
株式会社日本AD SYSTEMS（日語：株式会社日本アドシステムズ），簡稱NAS，為Asatsu-DK全資擁有的动画公司，成立於1975年；業務是動畫企劃製作及周邊商品的經營管理。

## 作品一覽
- Keroro軍曹（ケロロ軍曹）
- 不可思議星球的雙胞胎公主（ふしぎ星の☆ふたご姫）
- 新世纪福音战士（新世紀エヴァンゲリオン）
- 這裡是葛飾區龜有公園前派出所 又譯 烏龍派出所（こちら葛飾区亀有公園前派出所，劇場版）
- 妖怪人間貝姆 又譯 妖怪人類貝姆（妖怪人間ベム）
- 網球王子（テニスの王子様）
- 爆鬥宣言（爆闘宣言ダイガンダー）
- 遊戲王怪獸之決鬥（遊戯王デュエルモンスターズ）
- 小紅帽恰恰（赤ずきんチャチャ）
- 龍鳴（DRAGONAUT THE RESONANCE）
- 鋼鐵三國志（鋼鉄三国志）
- 神秘的世界（神秘の世界エルハザード）
- 光速蒙面俠21（アイシールド21）
- 吸血鬼騎士（ヴァンパイア騎士）
- 夏目友人帳（夏目友人帳）
- 玩偶遊戲（こどものおもちゃ）
- 單蠢女孩（アホガール）
- 徒然喜歡你（徒然チルドレン）
- 學園奶爸（学園ベビーシッターズ）
- 魔術學姐（手品先輩）

## 關連項目
- 日本動畫工作室列表

## 外部連結
- NAS官方網站 （页面存档备份，存于）